# Tricyclea kivuensis
Tricyclea kivuensis är en tvåvingeart som beskrevs av Zumpt 1956. Tricyclea kivuensis ingår i släktet Tricyclea och familjen spyflugor.
Artens utbredningsområde är Kongo. Inga underarter finns listade i Catalogue of Life.